# Quốc kỳ Các Tiểu vương quốc Ả Rập Thống nhất

Quốc kỳ của các Các Tiểu vương quốc Ả Rập Thống nhất có 4 màu:đỏ, xanh lá cây, trắng và đen; chiều rộng bằng 1/2 chiều dài. 
- Cờ dân sự. (Flag ratio: 1:2)
- Hiệu kỳ Tổng thống UAE
- Hiệu kỳ Tổng thống UAE (1973-2008)

## Quốc kỳ các tiểu quốc
Trước đây mỗi tiểu quốc trong 7 tiểu quốc UAE ban đầu sử dụng lá cờ màu đỏ thông thường có biểu ngữ của tiểu quốc, biểu ngữ màu đỏ tượng trưng cho sự tuyệt vọng và trung thành với nhà tiên tri Muhammad. Năm 1820, sáu trong số bảy tiểu vương quốc đã ký thỏa thuận hiệp ước chung với Đế quốc Anh buộc phải chịu sự bảo hộ trong khu vực. Một dải màu trắng được thêm vào lá cờ của mỗi tiểu quốc.
Fujairah là tiểu vương quốc duy nhất không ký hiệp ước chung vào năm 1820 với sự bảo hộ của Anh và do đó tiếp tục sử dụng cờ đỏ đơn giản.

### Abu Dhabi

Cờ Abu Dhabi

Cờ Abu Dhabi là một lá cờ màu đỏ với một hình chữ nhật màu trắng ở góc trên cùng bên trái phía đỉnh cột cờ. 

### Ajman và Dubai

Cờ Ajman

Cờ Dubai

Cờ Ajman và Dubai giống hệt nhau. Cả hai đều có màu đỏ với một dải màu trắng, tức là gần nhất với cột cờ.

### Fujairah

Cờ Fujairah từ 1952

Trước 1952, cờ Fujairah có duy nhất màu đỏ. Năm 1952, tên quốc hiệu của tiểu quốc màu trắng được viết bằng tiếng Ả Rập được thêm vào giữa lá cờ để phân biệt với các tiểu quốc xung quanh.

### Ras Al Khaimah và Sharjah

Cờ Ras Al Khaimah

Cờ Sharjah

Cờ Ras Al Khaimah và Sharjah giống hệt nhau vì cả hai đều được cai trị bởi hai nhánh của cùng một triều đại. Một hình chữ nhật lớn màu đỏ trong nền trắng.

### Umm Al Quwain

Cờ Umm Al Quwain

Cờ Umm Al Quwain bao gồm một nền đỏ, dải màu trắng tương tự cờ của Ajman và Dubai, và một màu trắng lớn sao và trăng lưỡi liềm ở trung tâm như một biểu tượng của Hồi giáo và đại diện cho lòng trung thành với thế giới Hồi giáo.